# Ruby Tew
Ruby Tew (Wellington, 7 de marzo de 1994) es una deportista neozelandesa que compitió en remo.
Ganó dos medallas en el Campeonato Mundial de Remo, en los años 2015 y 2017. Participó en dos Juegos Olímpicos de Verano, ocupando el cuarto lugar en Río de Janeiro 2016 (ocho con timonel) y el octavo en Tokio 2020 (cuatro scull).

## Palmarés internacional
| Campeonato Mundial | Campeonato Mundial        | Campeonato Mundial | Campeonato Mundial |
| Año                | Lugar                     | Medalla            | Prueba             |
| ------------------ | ------------------------- | ------------------ | ------------------ |
| 2015               | Aiguebelette (Francia)    | Medalla de plata   | Ocho con timonel   |
| 2017               | Sarasota (Estados Unidos) | Medalla de bronce  | Ocho con timonel   |